# Santa Maria da Boa Vista (ort)
Santa Maria da Boa Vista är en ort i Brasilien.   Den ligger i kommunen Santa Maria da Boa Vista och delstaten Pernambuco, i den östra delen av landet, 1 200 km nordost om huvudstaden Brasília. Santa Maria da Boa Vista ligger 351 meter över havet och antalet invånare är 14 695.
Terrängen runt Santa Maria da Boa Vista är platt. Det finns inga andra samhällen i närheten.
Omgivningarna runt Santa Maria da Boa Vista är i huvudsak ett öppet busklandskap. Runt Santa Maria da Boa Vista är det glesbefolkat, med 9 invånare per kvadratkilometer.